# Regina Margherita (couraçado)
O Regina Margherita foi um couraçado pré-dreadnought operado pela Marinha Real Italiana e a primeira embarcação da Classe Regina Margherita, seguido pelo Benedetto Brin. Sua construção começou em novembro de 1898 no Arsenal de La Spezia e foi lançado ao mar em maio de 1901, sendo comissionado na frota italiana em abril de 1904. Era armado com uma bateria principal composta por quatro canhões de 305 milímetros montados em duas torres de artilharia duplas, tinha um deslocamento de mais de catorze mil toneladas e alcançava uma velocidade máxima de vinte nós.
O Regina Margherita passou seus primeiros anos de serviço participando principalmente de exercícios junto com o restante da frota italiana. O navio se envolveu em operações no Mar Egeu durante a Guerra Ítalo-Turca de 1911 e 1912, incluindo ações perto de Rodes e Marmaris. A Itália entrou na Primeira Guerra Mundial em maio de 1915, porém o Regina Margherita não foi usado ofensivamente e acabou transformado em um navio-escola junto com seu irmão. A embarcação bateu em minas navais alemãs na noite do dia 11 para 12 de dezembro de 1916 e afundou pouco depois.

## Características

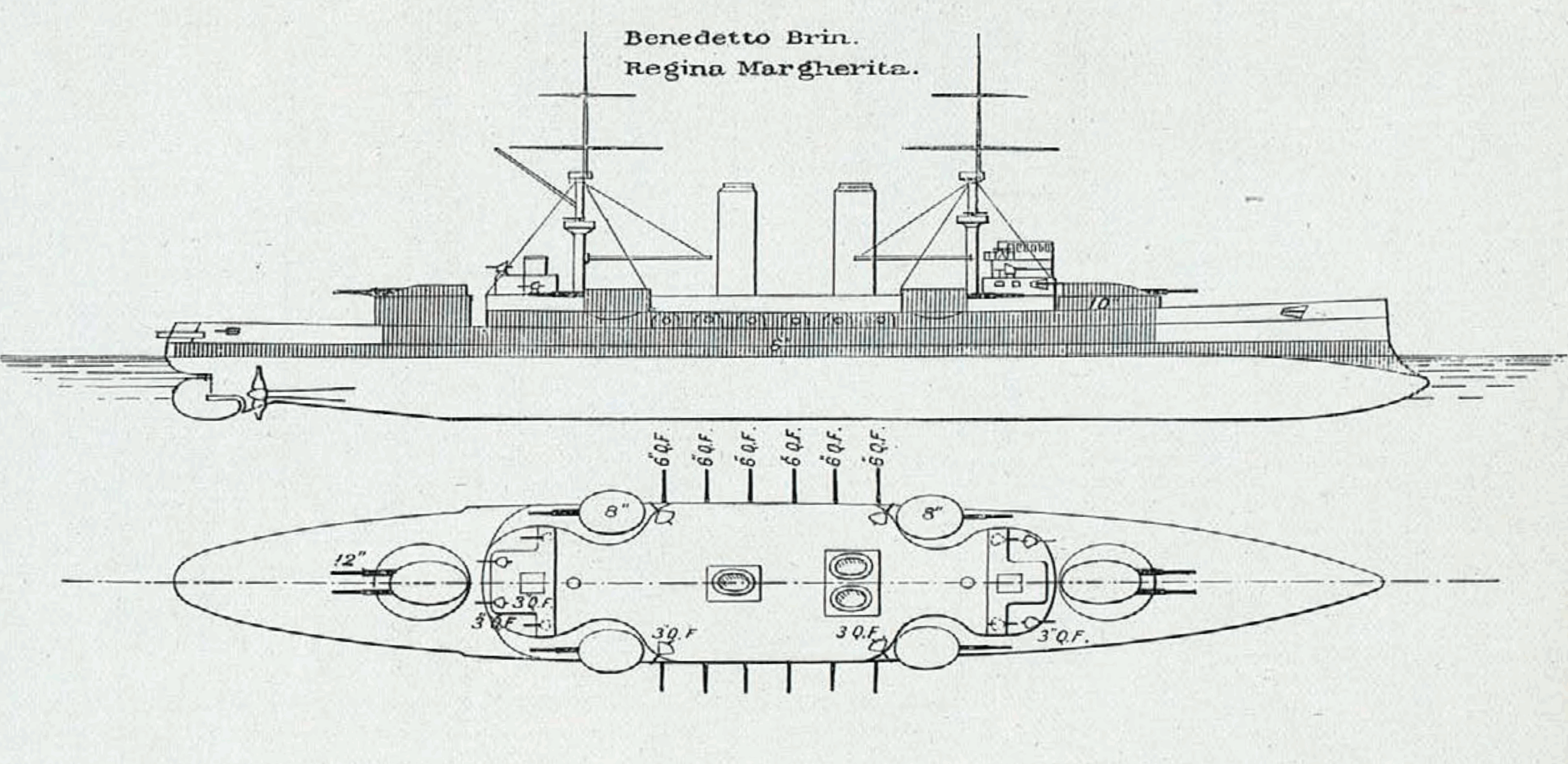
Desenho da Classe Regina Margherita

O Regina Margherita tinha 138,65 metros de comprimento de fora a fora, uma boca de 23,84 metros e um calado de 8,81 metros. Tinha um deslocamento normal de 13 427 toneladas e um deslocamento carregado de 14 319 toneladas. Seu sistema de propulsão consistia em 28 caldeiras de tubos d'água Niclausse a carvão que alimentavam dois motores de tripla-expansão, cada um girando uma hélice. A potência indicada era de 22,1 mil cavalos-vapor (16 250 quilowatts) para uma velocidade máxima de vinte nós (37 quilômetros por hora). Sua autonomia era de dez mil milhas náuticas (dezenove mil quilômetros) a dez nós (dezenove quilômetros por hora). Sua tripulação tinha 812 oficiais e marinheiros.
O armamento principal consistia em quatro canhões calibre 40 de 305 milímetros em duas torres de artilharia duplas, uma à vante e outra à ré da superestrutura. A bateria secundária tinha quatro canhões calibre 40 de 203 milímetros em casamatas nos cantos das superestruturas, mais uma bateria terciária de doze canhões calibre 40 de 152 milímetros em casamatas nas laterais do casco. A defesa contra barcos torpedeiros tinha vinte canhões calibre 40 de 76 milímetros. Também eram equipados com dois canhões de 47 milímetros, dois canhões de 37 milímetros e duas metralhadoras Maxim de 10 milímetros. Por fim, tinham quatro tubos de torpedo de 450 milímetros submersos. O cinturão principal tinha 152 milímetros de espessura, enquanto o convés tinha 79 milímetros. A torre de comando e as casamatas também eram protegidas por 152 milímetros. As torres de artilharia tinham laterais com 203 milímetros de espessura.

## Carreira

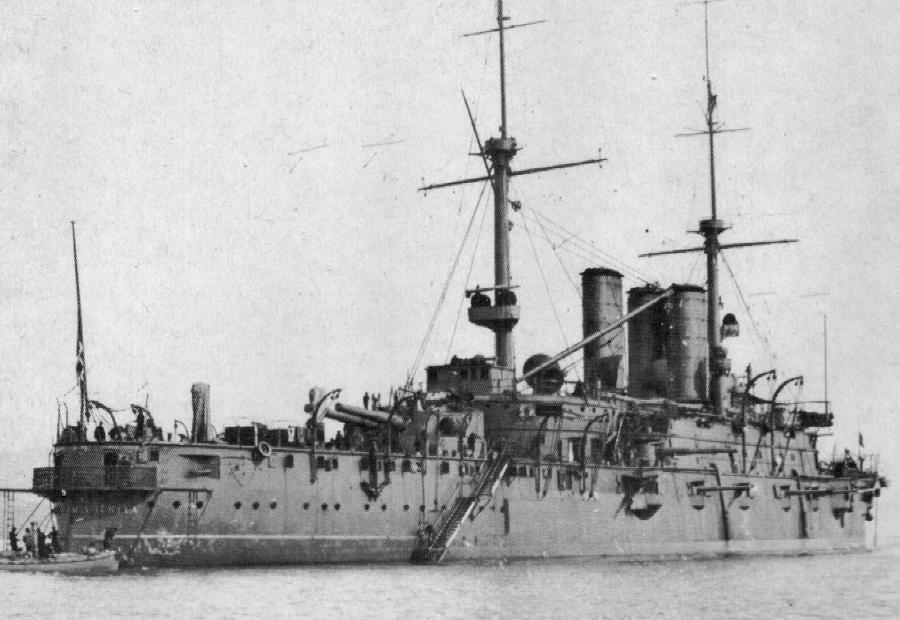
O Regina Margherita em 1908

### Início de serviço
O batimento de quilha do Regina Marguerita ocorreu em 29 de novembro de 1898 no Arsenal de La Spezia. Foi lançado ao mar em 30 de maio de 1901 na presença do rei Vítor Emanuel III, sendo comissionado em 14 de abril de 1904. As obras progrediram lentamente principalmente pelo atraso de materiais, especialmente a blindagem. Realizou testes marítimos no Golfo de Gênova em julho.
Foi designado para a Esquadra do Mediterrâneo. As embarcações desta formação geralmente permaneciam ativas por apenas sete meses ao ano para treinamentos, enquanto nos cinco meses restantes ficavam na reserva. A Esquadra do Mediterrâneo em 1907 consistia no Regina Margherita, seu irmão Benedetto Brin e três dos couraçados da Classe Regina Elena. O navio participou das manobras anuais de 1908 entre o final de setembro e início de outubro como a capitâna do vice-almirante Alfonso di Brocchetti.

### Guerra Ítalo-Turca
A Itália declarou guerra contra o Império Otomano em 29 de setembro de 1911 a fim de tomar a Líbia, consequentemente iniciando a Guerra Ítalo-Turca. O Regina Marguerita foi designado para a 1ª Divisão da 2ª Esquadra junto com seu irmão e os dois couraçados da Classe Ammiraglio di Saint Bon. Juntou-se à formação em 5 de outubro, uma semana depois do início do conflito. A esquadra foi para Tobruque no Mar Egeu em 13 de abril de 1912 para se encontrarem com a 1ª Esquadra. As duas se encontraram no dia 17 próximos da ilha de Stampalia, navegando para o norte. No dia seguinte cortaram cabos submarinos de telégrafo que conectavam Imbros, Tenedos, Lemnos, Salonica e Dardanelos.
A maioria dos navios em seguida foram bombardear Dardanelos para atrair a frota otomana. Enquanto isso, o Regina Margherita, o Benedetto Brin e dois contratorpedeiros foram destacados para cortar mais cabos entre Rodes e Marmaris. O Regina Margherita bombardeou esta última em 18 de maio. O couraçado desembarcou tropas em Cárpatos; enquanto isto estava ocorrendo, a corrente de uma âncora se soltou e matou um executivo e deixou cinco tripulantes seriamente feridos. O Regina Margherita e o resto da divisão retornaram para a Itália em julho para substituírem seus canhões desgastados e realizar reparos. Quatro canhões de 76 milímetros foram adicionados em 1912.

### Primeira Guerra Mundial
A Primeira Guerra Mundial começou em agosto de 1914 e a Itália inicialmente declarou sua neutralidade, mas a Tríplice Entente convenceu o país em maio de 1915 a entrar no conflito contra os Impérios Centrais. A Marinha Austro-Húngara, a rival tradicional da Marinha Real, foi a principal oponente no conflito. O almirante Paolo Thaon di Revel, o Chefe do Estado-Maior Naval, acreditava que submarinos e lança-minas austro-húngaros conseguiam operar eficientemente no estreito Mar Adriático, com ele considerando essas ameaças algo muito sério para arriscar utilizar sua frota principal. Em vez disso, Revel preferiu usar sua força de batalha para implementar um bloqueio na extremidade sul do Adriático, local considerado mais seguro, colocando embarcações menores em ataques rápidos contra navios e instalações inimigas. Os couraçados assim foram preservados para confrontar a frota austro-húngara caso esta procurasse uma batalha. Nesta época o Regina Margherita já estava obsoleto e foi transformado em navio-escola para a 3ª Divisão.
O navio estava deixando Valona em mares bravios na noite de 11 para 12 de dezembro de 1916 quando bateu em duas minas navais instaladas pelo submarino alemão SM UC-14, explodindo e afundando. Houve 675 mortos e 270 sobreviventes. Entretanto, a perda da embarcação só foi anunciada publicamente no mês seguinte.